# Cyclodes pulchra
Cyclodes pulchra är en fjärilsart som beskrevs av George Thomas Bethune-Baker 1906. Cyclodes pulchra ingår i släktet Cyclodes och familjen nattflyn. Inga underarter finns listade i Catalogue of Life.